# Panggung Asri
Panggung Asri is een bestuurslaag in het regentschap Blitar van de provincie Oost-Java, Indonesië. Panggung Asri telt 3060 inwoners (volkstelling 2010).